# Skukovo
Skukovo (en serbe cyrillique : Скуково) est un village de Serbie situé dans la municipalité de Novi Pazar, district de Raška. Au recensement de 2011, il comptait 11 habitants.

## Démographie
| 1948 | 1953 | 1961 | 1971 | 1981 | 1991 | 2002 | 2011 |
| ---- | ---- | ---- | ---- | ---- | ---- | ---- | ---- |
| 62   | 82   | 77   | 63   | 67   | 35   | 23   | 11   |

|  |